# Laura Deas
Laura Deas née le 19 août 1988 à Wrexham est une skeletoneuse britannique membre de l'équipe nationale depuis 2010.

## Carrière
Après une carrière sportive dans l'équitation, elle débute en Coupe du monde de skeleton lors de la saison 2014-2015 où elle obtient son premier podium à Calgary. Un an plus tard, elle gagne à Altenberg.

## Palmarès

### Jeux olympiques
- Médaille de bronze en individuel en 2018.

### Championnats du monde
- : médaillée d'argent en équipe mixte aux championnats du monde de 2023.

### Coupe du monde
- Meilleur classement général : 5e en 2015.
- 7 podiums individuels : 1 victoire, 2 deuxièmes places et 4 troisièmes places.

#### Détails des victoires en Coupe du monde
| Édition   | Piste     |
| 2015-2016 | Altenberg |